# Pnyxiopsis
Pnyxiopsis is een muggengeslacht uit de familie van de rouwmuggen (Sciaridae).

## Soorten
- P. aliger Tuomikoski, 1960
- P. degener (Tuomikoski, 1957)